# Замок Скипнесс
Замок Скипнесс (англ. Skipness Castle) — руины замка на полуострове Кинтайр на западном побережье Шотландии.
Замок расположен на восточном побережье полуострова, к югу от деревни Скипнесс.
Замок был построен в начале XIII века Свеном МакСвином (англ. Sven (Suibhne) MacSween), основателем клана МакСвин, или его сыном Дугалдом (англ. Dugald) и является одним из древнейших сохранившихся замков в Шотландии. Он представлял собой двухэтажное каменное здание, рядом с ним стояла небольшая капелла, посвящённая св. Колумбе. Этот замок и соседние позволяли МакСвинам полностью контролировать пролив Килбрэннен (англ. Kilbrannan Sound) между Кинтайром и островом Арран. Во второй половине XIII века, после битвы при Ларгсе, Норвегия потеряла контроль над Аргайлом, и МакСвины, их союзники, были изгнаны. Около 1300 года замок был перестроен МакДональдами, добавившими куртину с бойницами для лучников и объединившие прежние строения в одно большое здание. Кроме того, они построили новую капеллу св. Бреннана на берегу.
После конфискации земель у МакДональдов шотландским королём Яковом Стюартом в 1502 году замок перешёл во владение графов Аргайла из рода Кэмпбеллов. Они пристроили к замку жилую башню, добавив три этажа. В XVII веке графы Аргайла поддержали ковенантское движение; в 1646 году замок выдержал осаду роялиста Аласдера Макколлы. К концу XVII века замок потерял военное значение и был покинут. Некоторое время он использовался в качестве фермы, часть зданий была снесена. В 1898 году начались первые работы по сохранению замка. В 1973 году он перешёл под опеку государства, после чего до 1995 года шли работы по его укреплению и реставрации.
Средневековый замок представлял собой четырёхугольник из стен, сохранившихся по сей день. В юго-восточном углу и западной стене расположены башни. Входы во двор расположены в северной и южной стенах, последний оснащён опускной решёткой. Построенная в XIV веке куртина объединила существовавше прежде укреплённый дом и капеллу. Башня XVI века имеет 4 этажа и чердак, на второй этаж ведёт внешняя лестница. Из замка открывается хороший вид на море с юга и востока, что позволяло в старину вовремя заметить корабли противника.
По легендам, в замке живёт призрак под названием «Зелёная дама» (англ. The Green Lady ) - одетая в зелёное женщина небольшого роста, вносившая неразбериху в ряды тех, кто осаждал замок.